# Football Club Legnano 1930-1931
Questa voce raccoglie le informazioni riguardanti il Football Club Legnano nelle competizioni ufficiali della stagione 1930-1931.

## Stagione

Rodolfo Ostromann, al Legnano dal 1930 al 1931

Nella stagione 1930-1931 il comitato di reggenza formato da Giuseppe Mario Perozzi, Mario Raimondi e Riccardo Pezzoni continua a dirigere la società: la carica di presidente è infatti ancora vacante.

Antonio Perduca, al Legnano dal 1930 al 1931

È confermato Luigi Barbesino alla guida tecnica, e viene predisposto un calciomercato che porta alla conferma pressoché totale della rosa della stagione precedente senza quindi tentare di rinforzare la squadra per meglio figurare in Serie A. In particolare, vengono ceduti gli attaccanti Giorgio Agostinelli e Stefano Aigotti, mentre sul fronte degli arrivi il Legnano acquista il difensore Antonio Perduca, il centrocampista Giovanni Brezzi e gli attaccanti Giuseppe Baccilieri e Rodolfo Ostromann.
Dopo aver esordito alla prima giornata con un'incoraggiante vittoria casalinga sul Genova 1893 in uno stadio stipato di tifosi, il Legnano disputa una stagione decisamente deludente, che si conclude con l'ultimo posto in classifica con 19 punti e la conseguente retrocessione in Serie B. Il Legnano si classifica a un punto dal Livorno, retrocesso insieme ai lilla, e a due lunghezze dal Casale, che invece si salva.
Degne di nota sono la vittoria per 6 a 2 contro il Modena alla ventottesima giornata e il successo contro il Napoli all'ultima giornata di campionato. A causa del pessimo rendimento della squadra, il pubblico lilla presente allo stadio inizia a calare.

## Divise
| Casa |

## Organigramma societario
Area direttiva
- Presidente: -
- Comitato di reggenza: Giuseppe Mario Perozzi, Mario Raimondi e Riccardo Pezzoni.

Area tecnica
- Allenatore: Luigi Barbesino, poi Otto Krappan

## Rosa

Un'immagine di Legnano-Pro Patria del 5 aprile 1931, 7ª giornata di ritorno del campionato di Serie A, terminata

| N. |                   | Ruolo | Calciatore        |
| -- | ----------------- | ----- | ----------------- |
|    | Italia (bandiera) | P     | Nicolino Latella  |
|    | Italia (bandiera) | P     | Angelo Rotondi    |
|    | Italia (bandiera) | D     | Giovanni Bellardi |
|    | Italia (bandiera) | D     | Carlo Canziani    |
|    | Italia (bandiera) | D     | Elio Pagani       |
|    | Italia (bandiera) | D     | Antonio Perduca   |
|    | Italia (bandiera) | D     | Pasquale Viganò   |
|    | Italia (bandiera) | C     | Giuseppe Bigogno  |
|    | Italia (bandiera) | C     | Giovanni Brezzi   |
|    | Italia (bandiera) | C     | Attilio Gerola    |

| N. |                   | Ruolo | Calciatore          |
| -- | ----------------- | ----- | ------------------- |
|    | Italia (bandiera) | C     | Antonio Severi      |
|    | Italia (bandiera) | C     | Giuseppe Vignati    |
|    | Italia (bandiera) | A     | Tullio Aliatis      |
|    | Italia (bandiera) | A     | Giuseppe Baccilieri |
|    | Italia (bandiera) | A     | Giorgio Cidri       |
|    | Italia (bandiera) | A     | Camillo Ferrè       |
|    | Italia (bandiera) | A     | Gino Gabba          |
|    | Italia (bandiera) | A     | Rodolfo Ostromann   |
|    | Italia (bandiera) | A     | Vittorio Rizzi      |
|    | Italia (bandiera) | A     | Antonio Silgich     |

## Risultati

### Serie A

#### Girone d'andata
| Arbitro: | Barlassina (Novara) |

|                      |           |              |
| Cidri 44’ Severi 60’ | Marcatori | 42’ Burlando |

| Arbitro: | Dani (Genova) |

|           |           |                   |
| Borgo 30’ | Marcatori | 23’ (aut.) Boltri |

| Arbitro: | Scarpi (Dolo) |

|               |           |                         |
| Cidri 7’, 69’ | Marcatori | 59’ Ardissone 70’ Gatti |

| Arbitro: | Lenti (Genova) |

|  |           |                            |
|  | Marcatori | 59’ Muzzioli 90’ Reguzzoni |

| Arbitro: | Malagodi (Ferrara) |

|                       |           |           |
| Braga 14’ Ranelli 63’ | Marcatori | 62’ Rizzi |

| Arbitro: | Gonani (Ravenna) |

|             |           |  |
| Aliatis 47’ | Marcatori |  |

| Arbitro: | Mattea (Torino) |

|                        |           |  |
| Cazzaniga 28’ Dusi 56’ | Marcatori |  |

| Arbitro: | Barlassina (Novara) |

|          |           |  |
| Orsi 17’ | Marcatori |  |

| Arbitro: | Guarnieri (Milano) |

|  |           |            |
|  | Marcatori | 65’ Silano |

| Arbitro: | Dani (Genova) |

|                          |           |  |
| Torriani 3’ Sternisa 50’ | Marcatori |  |

| Arbitro: | Omodei (Novara) |

|                                              |           |           |
| Scaramelli 10’ Mazzoni 20’, 49’ Lombatti 64’ | Marcatori | 48’ Cidri |

| Arbitro: | Carraro (Padova) |

|  |           |          |
|  | Marcatori | 86’ Foni |

| Arbitro: | Mattea (Torino) |

|                       |           |                 |
| Aliatis 21’ Gabba 53’ | Marcatori | 15’, 34’ Meazza |

| Arbitro: | Giorgi (Milano) |

|                                       |           |  |
| Volk 11’ Fasanelli 50’ Bernardini 59’ | Marcatori |  |

| Arbitro: | Rovida (Milano) |

|               |           |  |
| De Manzano 2’ | Marcatori |  |

| Arbitro: | Sani (Ferrara) |

|                            |           |  |
| Aliatis 22’ Cidri 76’, 81’ | Marcatori |  |

| Arbitro: | Mastellari (Bologna) |

|                        |           |                    |
| Mihalich 27’ Vojak 43’ | Marcatori | 89’ (rig.) Perduca |

#### Girone di ritorno
| Arbitro: | Giulini (Milano) |

|                                                             |           |  |
| Patri 44’ Levratto 57’ (rig.), 80’ Notti 65’ Banchero I 81’ | Marcatori |  |

| Arbitro: | Tassinari (Firenze) |

|           |           |  |
| Rizzi 50’ | Marcatori |  |

| Arbitro: | Mazzarini (Roma) |

|                                                                                       |           |  |
| Piola 2’, 53’ Zanello 8’, 80’ (rig.) P. Ferraris 47’, 48’ L. Bajardi 83’ Casalino 88’ | Marcatori |  |

| Arbitro: | Sassi (Roma) |

|                |           |               |
| 14’, 18’ Maini | Marcatori | Ostromann 83’ |

| Arbitro: | Malagodi (Ferrara) |

|                     |           |                        |
| Cidri 20’ Rizzi 30’ | Marcatori | 55’ Braga 60’ Reggiani |

| Arbitro: | Bertoli (Vicenza) |

|                                                   |           |  |
| Bertolini 9’ Banchero II 14’, 34’, 78’ Avalle 53’ | Marcatori |  |

| Milano 6 aprile 1931 24ª giornata | Legnano              | 0 – 0 referto | Pro Patria | Stadio San Siro\| Arbitro: \| Mastellari (Bologna) \| |
| Arbitro:                          | Mastellari (Bologna) |               |            |                                                       |

| Arbitro: | Lenti (Genova) |

|           |           |                          |
| Cidri 76’ | Marcatori | 30’ Munerati 85’ Ferrari |

| Arbitro: | Bevilacqua (Viareggio) |

|                                                                   |           |  |
| Libonatti 10’, 70’ Baloncieri 12’ Silano 16’ Monti III 74’ (rig.) | Marcatori |  |

| Arbitro: | Melandri (Genova) |

|            |           |                                 |
| Bigogno 6’ | Marcatori | 35’ Santagostino 42’ Arcari III |

| Arbitro: | Casetta (Milano) |

|                                                   |           |                           |
| Aliatis 7’, 51’ Ferrè 9’, 24’ Baccilieri 34’, 43’ | Marcatori | 73’ Subinaghi 88’ Mazzoni |

| Arbitro: | Lenti (Genova) |

|                                            |           |  |
| Pastore 58’ Fantoni I 65’, 73’ Spivach 82’ | Marcatori |  |

| Arbitro: | Turbiani (Ferrara) |

|                               |           |  |
| Serantoni 24’ Meazza 44’, 77’ | Marcatori |  |

| Legnano 4 giugno 1931 31ª giornata | Legnano          | 0 – 0 referto | Roma | Stadio Comunale\| Arbitro: \| Caironi (Milano) \| |
| Arbitro:                           | Caironi (Milano) |               |      |                                                   |

| Arbitro: | Mastellari (Bologna) |

|           |           |               |
| Rizzi 30’ | Marcatori | 67’ Capitanio |

| Arbitro: | Scorzoni (Bologna) |

|                                 |           |               |
| Corsini 11’ (rig.) Corsetti 67’ | Marcatori | 86’ Ostromann |

| Arbitro: | Lenti (Genova) |

|                         |           |  |
| Ostromann 74’ Rizzi 80’ | Marcatori |  |

## Statistiche

### Statistiche di squadra
| Competizione | Punti | Totale | Totale | Totale | Totale | Totale | Totale | DR  |
| Competizione | Punti | G      | V      | N      | P      | Gf     | Gs     | DR  |
| ------------ | ----- | ------ | ------ | ------ | ------ | ------ | ------ | --- |
| Serie A      | 19    | 34     | 6      | 7      | 21     | 30     | 71     | -41 |

### Statistiche dei giocatori
| Giocatore     | Serie A  | Serie A |
| Giocatore     | Presenze | Reti    |
| ------------- | -------- | ------- |
| A. Gerola     | 34       | 0       |
| A. Perduca    | 34       | 1       |
| A. Severi     | 33       | 1       |
| G. Cidri      | 32       | 8       |
| G. Bigogno    | 31       | 1       |
| R. Ostromann  | 29       | 3       |
| A. Rotondi    | 27       | 0       |
| T. Aliatis    | 26       | 5       |
| V. Rizzi      | 24       | 5       |
| G. Baccilieri | 23       | 2       |
| A. Silgich    | 14       | 0       |
| G. Gabba      | 13       | 1       |
| C. Ferrè      | 8        | 2       |
| N. Latella    | 7        | 0       |
| C. Canziani   | 4        | 0       |
| P. Viganò     | 4        | 0       |
| G. Bellardi   | 2        | 0       |
| G. Brezzi     | 1        | 0       |
| G. Vignati    | 1        | 0       |